# Amt Kellinghusen

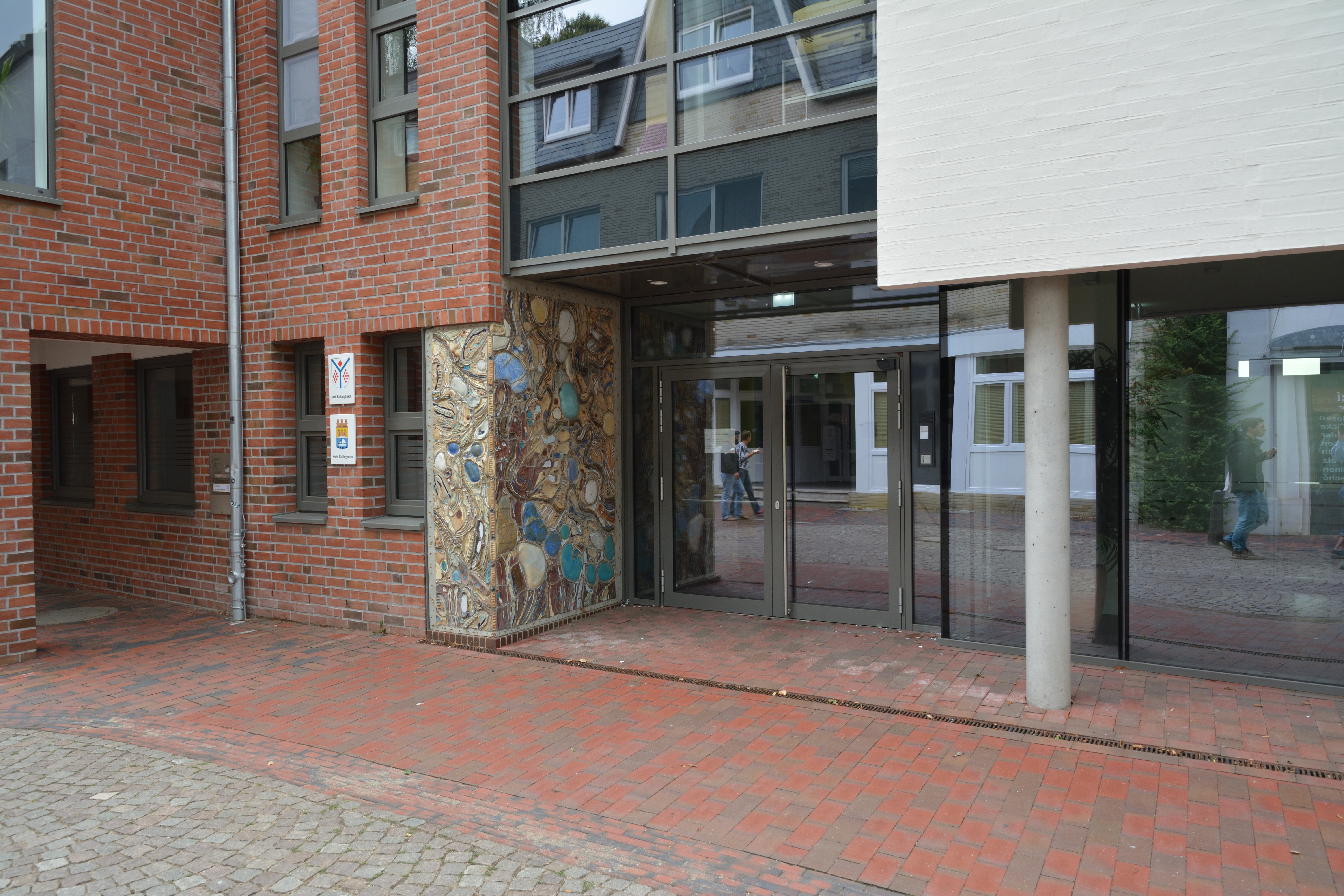
Haupteingang des Amtes in der „Keramikstadt“ Kellinghusen

Das Amt Kellinghusen ist ein Amt im Nordosten des Kreises Steinburg in Schleswig-Holstein mit Verwaltungssitz in der Stadt Kellinghusen.

## Amtsangehörige Gemeinden
| - Brokstedt - Fitzbek - Hennstedt - Hingstheide - Hohenlockstedt - Kellinghusen, Stadt - Lockstedt | - Mühlenbarbek - Oeschebüttel - Poyenberg - Quarnstedt - Rade - Rosdorf | - Sarlhusen - Störkathen - Wiedenborstel - Willenscharen - Wrist - Wulfsmoor |

## Geschichte
Das Amt Kellinghusen wurde zum 1. Januar 2008 aus der bis dahin amtsfreien Stadt Kellinghusen, den Gemeinden des ehemaligen Amtes Kellinghusen-Land (ohne die Gemeinden Auufer und Wittenbergen) und den zum ehemaligen Amt Hohenlockstedt gehörenden Gemeinden Hohenlockstedt und Lockstedt gebildet.

## Wappen
Blasonierung: „In Silber eine blaue Deichsel. In den Winkeln oben eine große rote Raute, links und rechts jeweils neun rote Rauten 1 : 2 : 3 : 2 : 1.“